# Generation Antichrist
Generation Antichrist è il settimo album in studio del gruppo musicale britannico Onslaught, pubblicato nel 2020.

## Tracce
1. Rise to Power – 2:05
2. Strike Fast Strike Hard – 4:38
3. Bow Down to the Clowns – 4:50
4. Generation Antichrist – 5:43
5. All Seeing Eye – 3:50
6. Addicted to the Smell of Death – 3:55
7. Empires Fall – 5:34
8. Religiousuicide – 3:28
9. A Perfect Day to Die (2020 version) – 3:50

## Formazione
- Nige Rockett – chitarra
- Jeff Williams – basso
- James Perry – batteria
- Wayne Dorman – chitarra
- Dave Garnett – voce